# 자갈치 (과자)
자갈치는 대한민국의 식품 회사 농심에서 제조/판매하는 과자이며, 1983년 8월 출시되었다. 동사의 바나나킥, 벌집핏자, 새우깡, 양파링, 포스틱 등과 함께 '국민과자'로 꾸준한 인기를 누려 왔다. 아주 약간 매운 맛이 느껴질 수 있다.
쭈꾸미 모양을 본땄으며 여기에 해산물 향을 첨가했다. 주원료는 소맥분에 전분이며, 여기에 팜올레인유, 조기연육, 알파미분, 조미분말 등이 포함되어 있다. 한 봉지의 열량은 315 칼로리이며, 키토산이 24 밀리그램 포함되어 있다.
2006년 디시인사이드가 20~30대 네티즌들을 상대로 실시한 자체 조사에서 '가장 좋아하는 장수 스낵'에서 5.7퍼센트 득표율로 4위를 차지한 바가 있다.

## 참고 문헌
- 농심 스낵: 자갈치 제품소개[깨진 링크(과거 내용 찾기)]
- 지마켓-자갈치 소개
- ‘노래방 새우깡’ 추억 속으로? (2008-03-18)
- 네티즌, 장수 과자 으뜸은 '새우깡' (2006-07-07)